# Одоровско поље
Одоровско поље или Смиловско поље је највеће и једино право крашко поље у Србији под падинама Видлича у источном делу Србије.

## Положај
Одоровско поље се налази у Карпатско-балканском пределу у оквиру Тепешке крашке површи између планине Видлич и долине реке Нишаве, источно од Пирота. Административно се налази у општини Димитровград и Пиротском управном округу.

## Географске одлике
Захвата површину од 21 km², са дужином од 10 и ширином од 3-4 километра. Налази се на надморској висини од 690-720 метара.
Најнижи део поља је делимично забарен и назива се Блато, из којег истиче истоимени поток, и потом понире на крају и пролази кроз Попову пећину.
Кроз Одоровско поље протиче и Протопопиначка река десна притока Нишаве.
На југозападном делу Одоровског поља је развијен и подземни крашки рељеф, као понорске пећине Одоровске реке. Највећи значај има Комплекс петерлашке пећина за коју је Завод за заштиту природе Србије је 2006. године урадио елаборат о заштити „Петeрлашких пећина“ у коме предлажу заштиту у статусу Споменика природе I категорије, природно добро од изузетног значаја и спровођење режима II степена.
Највеће насеље у овој области су Смиловци.

### Клима
На подручју Одоровског поља углавном се испољава умерено-континентални климатски тип. Средња минимална температура ваздуха у јануару је до -4,8 °C, док је средња минимална температура априла 4,3 °C, а новембра 1,2 °C.Топлији период започиње нагло априла, а завршава се брзо почетком октобра месеца. Најтоплији месеци су јул и август, чије су температуре приближно уједначене (19,3 °C и 19 °C).
Средње месечне вредности релативне влажности ваздуха у наведеном периоду крећу се од 65,9% до 81,5%. Највећа влажност је у зимском периоду због ниских температура ваздуха, а најмања у августу и априлу. Повећање релативне влаге у мају и јуну
месецу настаје због обилнијих падавина.
Главни максимуми падавина у Одоровском пољу су у мају (74,9мм) и јуну (87,1мм). То су уједно и најкишовитији месеци на том подручју. Главни минимум падавина је септембра (38,9мм) и октобра (39,1мм). Током лета кише су краткотрајне, након чега брзо опет огреје сунце, а ретка су она лета у којима сваког другог или трећег дана падне киша.
Највећи број облачних дана је у децембру (15,4), затим у јануару (14,8) и фебруару (12,3). Најмање облачних дана има у јулу (3,0), августу (3,1) и септембру (3,7).
Изразито доминирају ветрови из југоисточног, источног и североисточног правца, док ветрови са запада дувају углавном само јула и августа месеца.

### Биодиверзитет
Основне карактеристике биодиверзитета Одоровског поља су, изузетна разноврсност флоре и фауне, богат шумски фонд, богатство и разноврсност животних заједница и значајан генетски фонд.
Стање природне вегетације уклапа се у шири ареал распрострањености појединих врста Балкана, посебно планинских масива: Старе планине, Видлича, Влашке и Гребен планине, које су се формирале утицајем тектонских активности у прошлости, чија последица су наведене формације и свакако резултат су климатских, географских, геоморфолошких, геолошких и осталих услова на овом простору.